# William Sadler
Pour les articles homonymes, voir Sadler.
William Sadler est un acteur américain, né le 13 avril 1950 à Buffalo dans l'État de New York aux États-Unis.

## Filmographie

### Cinéma
- 1982 : La Folie aux trousses (Hanky Panky) : Hotel Clerk
- 1986 : Le flic était presque parfait (Off Beat) : Dickson
- 1987 : Project X : Dr Carroll
- 1989 : Chien de flic (K-9) de Rod Daniel : Salesman Don
- 1990 : Échec et Mort (Hard to Kill) : Senator Vernon Trent
- 1990 : 58 minutes pour vivre (Die Hard 2) : Col. Stuart
- 1990 : Hot Spot : Frank Sutton
- 1991 : Les Aventures de Bill et Ted (Bill & Ted's Bogus Journey) : Grim Reaper / English Family Member
- 1991 : Rush : Monroe
- 1992 : Les Pilleurs (Trespass) : Don Perry
- 1993 : La Cité des monstres (Freaked) : Dick Brian
- 1994 : Les Évadés (The Shawshank Redemption) : Heywood
- 1995 : Le Cavalier du Diable (Demon Knight) : Frank Brayker
- 1996 : La Reine des vampires (Bordello of Blood ) : la Momie
- 1996 : Le Guerrier d'acier (Solo) : Colonel Frank Madden / Improved Solo
- 1997 : RocketMan : Mission Commander Captain Overbeck
- 1998 : Embuscade (Ambushed) : Jim Natter
- 1998 : Comportements troublants (Disturbing Behavior) : Dorian Newberry
- 1998 : Le Temps d'un orage (Reach the Rock) : Quinn
- 1999 : La Ligne verte (The Green Mile) : Klaus Detterick
- 2001 : Skippy : Ringo
- 2002 : Another Life : Man
- 2003 : The Battle of Shaker Heights (en) d'Efram Potelle (en) et Kyle Rankin et Kyle Rankin : Abe
- 2004 : Dr Kinsey (Kinsey) : Kenneth Braun
- 2005 : Purple Heart : Colonel Allen
- 2005 : A New Wave : Mr. Dewitt
- 2005 : Le Jeu des damnés (Devour) : Ivan Reisz
- 2005 : Confess : Roger Lampert
- 2006 : Unspoken : Dad
- 2006 : Mr. Gibb : Honest Phil Palmer
- 2006 : Jimmy and Judy : Uncle Rodney
- 2006 : Premium : Cole Carter
- 2006 : The Wine Bar : Bartender
- 2007 : A New Wave : Mr. Dewitt
- 2007 : August Rush : Thomas Novacek
- 2007 : The Mist : Jim Grondin
- 2008 : Shadowheart : (Retour à Legend City) : Johnny Cooper
- 2008 : L'Œil du mal (Eagle Eye) : William Shaw
- 2011 : Silent But Deadly : Capper
- 2012 : Dos au mur (Man on a Ledge) : le groom
- 2012 : Machete Kills : Sheriff Doakes
- 2012 : Future Weather : Ed
- 2013 : Iron Man 3 de Shane Black : le Président des États-Unis Matthew Ellis
- 2015 : Ava's Possessions (en) : Bernard
- 2016 : The Duel : le gouverneur Lawrence Sullivan Ross
- 2018 : The Highwaymen de John Lee Hancock
- 2020 : The Grudge de Nicolas Pesce : détective Wilson
- 2020 : Bill and Ted Face the Music de Dean Parisot : Grim Reaper
- 2021 : La chapelle du diable de Evan Spiliotopoulos : Père William Hagan
- 2022 : Salem (Salem's Lot) de Gary Dauberman : Kurt Barlow

### Télévision
- 1978 : The Great Wallendas (TV) : Dieter Schmidt
- 1981 : Charlie and the Great Balloon Chase (TV) : Joey
- 1982 : The Neighborhood (TV)
- 1985 : Casse-noisettes (Assaulted Nuts) (série télévisée) : Various
- 1987 : Private Eye de Mark Tinker (téléfilm) : Charlie Fontana
- 1988 : Private Eye (série télévisée) : Lieutenant Charlie Fontana
- 1988 : Cadets (TV) : Colonel Tom Sturdivant
- 1989 : Unconquered (TV)
- 1989 : Gideon Oliver (série télévisée)
- 1989 : Les Contes de la crypte (série télévisée) : Niles Talbot/Bill Sadler (Épisode 1.01 : Le Bourreau en mal d'exécution).
- 1990 : Le Visage du tueur (The Face of Fear) (TV) : Anthony Prine
- 1991 : Two-Fisted Tales (TV) : Presenter
- 1991 : The Last to Go (TV) : Treat
- 1991 : Tagget (TV) : Yuri Chelenkoff
- 1993 : Night Driving (TV) : Eddy
- 1993 : Jack Reed: Badge of Honor (TV) : Anatole
- 1994 : Bermuda Grace (TV) : Sam Grace
- 1994 : Roadracers (TV) : Sarge
- 1994 : Les Contes de la crypte : Grim reaper (Épisode 6.08 : L'Assassin /The Assassin).
- 1995 : The Omen (TV) : Dr Linus
- 1995 : Au-delà du réel : L'aventure continue / The Outer Limits (série télévisée) : Frank Hellner (Épisode 1.03 : Valérie 23).
- 1998 - 1999 : Star Trek: Deep Space Nine (série télévisée) : Luther Sloan (Inquisition ; Inter Arma Enim Silent Leges ; Extreme Measures).
- 1999 : Mercenaires (Stealth Fighter) (TV) : Adm. Frank Peterson
- 1999 : Témoin à charge (Witness Protection) (TV) : Sharp
- 1999 - 2002 : Roswell (série télévisée) : Shérif Jim Valenti
- 2003 : New York, section criminelle (saison 2, épisode 21) : Kyle Devlin
- 2004 : Wonderfalls (série télévisée) : Darrin Tyler
- 2005 : New York, police judiciaire (saison 16, épisode 5) : Kevin Drucker
- 2005 : New York, cour de justice (saison 1, épisode 10) : Paul Rice
- 2006 : Destination 11 septembre (The Path to 9/11) (TV) : Neil Herman
- 2006 : Les Experts (CSI: Crime Scene Investigation) (saison 6, épisode 14 : Dans la tête d'un tueur) : Karl Cooper
- 2007 : Jesse Stone: Sea Change (TV) : Gino Fish
- 2007 : Traveler : Ennemis d'État (série télévisée) : Carlton Fog
- 2008 : Fringe (série télévisée) : Docteur Sumner
- 2008 : Médium (série télévisée) : John Edgemont
- 2009 : Esprits criminels (série télévisée) Saison 5 : Ray Finnigan
- 2010 : The Pacific (série télévisée) : Lieutenant-Colonel Lewis « Chesty » Puller
- 2010 - : Hawaii 5-0 (série télévisée) : John McGarrett
- 2011 : Person of Interest (série télévisée) : Seamus O'Mara
- 2013 : Blacklist : Sam, père de l'agent Elizabeth Keen
- 2014 : Flash : Simon Stagg (Épisode 1.02 : Fastest Man Alive/L'Homme le plus rapide du monde)
- 2015 : Z nation : Sam Custer
- 2016 : Marvel : Les Agents du SHIELD : le Président des États-Unis Matthew Ellis
- 2017-2018 : Power : Tony Teresi
- 2018 : Bull, saison 3 épisode 10, Le Secret de la confession (A Higher Law) : le père Andy Tincher
- 2019 : New York, unité spéciale (saison 20, épisode 16) : Gary Dolan
- 2020 : The Comey Rule : Michael Flynn
- 2023 : Full Circle
- 2025 : The Rookie, saison 7 épisode 2 : Walter Fields

## Jeu vidéo
- 2010 : Fallout: New Vegas : Victor (voix)

## Voix françaises
| - Hervé Jolly dans : - Roswell (série télévisée) - Wonderfalls (série télévisée) - Tru Calling : Compte à rebours (série télévisée) - Le Jeu des damnés - Médium (série télévisée) - Jesse Stone : L'Empreinte du passé (téléfilm) - Jesse Stone : L'Enfant disparu (téléfilm) - The Pacific (série télévisée) - Mercy Hospital (série télévisée) - Hawaii 5-0 (série télévisée) - FBI : Duo très spécial (série télévisée) - The River (série télévisée) - Jesse Stone : Sans remords (téléfilm) - Dos au mur - Damages (série télévisée) - 666 Park Avenue (série télévisée) - Machete Kills - Elementary (série télévisée) - Flash (série télévisée) - Blue Bloods (série télévisée) - Madam Secretary (série télévisée) - Marvel : Les Agents du SHIELD (série télévisée) - Berlin Station (série télévisée) - Bull (série télévisée) - New York, unité spéciale (série télévisée) | - Patrick Messe dans : - Les Contes de la crypte (série télévisée) - Full Circle (série télévisée) - Jean-François Vlérick dans : - Les Experts (série télévisée) - Homeland (série télévisée) - Bernard Alane dans : - Iron Man 3 - Dans leur regard (mini-série) Et aussi - Hervé Bellon dans Échec et Mort - Gérard Berner dans 58 minutes pour vivre - Michel Vigné dans Rush - Patrick Floersheim dans Les Pilleurs - Jérôme Keen dans Les Évadés - Michel Le Royer dans Au-delà du réel : L'aventure continue (série télévisée) - Richard Darbois dans Le Cavalier du Diable - Patrick Osmond dans Le Guerrier d'acier - Patrick Bonnel dans The Mist - Jean-Bernard Guillard dans Blacklist (série télévisée) - Jean-Claude Donda dans The Highwaymen - Philippe Vincent dans Hunters (série télévisée) - Georges Caudron dans The Comey Rule (série télévisée) |